# Владимир Кличко — Брайант Дженнингс
Владимир Кличко — Брайант Дженнингс, также известен под названием Возвращение чемпиона (англ. The champion returns) — боксёрский двенадцатираундовый поединок в тяжёлой весовой категории за титулы чемпиона мира по версиям WBA Super, IBF, WBO,  IBO и журнала The Ring, которые принадлежали Владимиру Кличко. Поединок состоялся 25 апреля 2015 года на арене Madison Square Garden (Нью-Йорк, США) и стал последним поединком в котором Владимир Кличко одержал победу.

## Ход поединка

### Судейские записки
| Судья          | Боксёры           | Раунд | Раунд | Раунд | Раунд | Раунд | Раунд | Раунд | Раунд | Раунд | Раунд  | Раунд | Раунд | Итого |
| Судья          | Боксёры           | 1     | 2     | 3     | 4     | 5     | 6     | 7     | 8     | 9     | 10     | 11    | 12    | Итого |
| -------------- | ----------------- | ----- | ----- | ----- | ----- | ----- | ----- | ----- | ----- | ----- | ------ | ----- | ----- | ----- |
| Макс Делука    | Владимир Кличко   | 10    | 10    | 10    | 10    | 10    | 10    | 10    | 10    | 9     | 10(-1) | 10    | 10    | 118   |
| Макс Делука    | Брайант Дженнингс | 9     | 9     | 9     | 9     | 9     | 9     | 9     | 9     | 10    | 9      | 9     | 9     | 109   |
|                |                   |       |       |       |       |       |       |       |       |       |        |       |       |       |
| Робин Тейлор   | Владимир Кличко   | 10    | 10    | 9     | 10    | 10    | 9     | 9     | 10    | 10    | 10(-1) | 10    | 10    | 116   |
| Робин Тейлор   | Брайант Дженнингс | 9     | 9     | 10    | 9     | 9     | 10    | 10    | 9     | 9     | 9      | 9     | 9     | 111   |
|                |                   |       |       |       |       |       |       |       |       |       |        |       |       |       |
| Стив Вайсфельд | Владимир Кличко   | 10    | 10    | 9     | 10    | 10    | 9     | 10    | 10    | 9     | 10(-1) | 10    | 10    | 116   |
| Стив Вайсфельд | Брайант Дженнингс | 9     | 9     | 10    | 9     | 9     | 10    | 9     | 9     | 10    | 9      | 9     | 9     | 111   |

### Статистика ударов
|                  | Владимир Кличко | Владимир Кличко   | Владимир Кличко  | Брайант Дженнингс | Брайант Дженнингс | Брайант Дженнингс |
| Выброшено ударов | Попадания       | Процент попаданий | Выброшено ударов | Попадания         | Процент попаданий |                   |
| ---------------- | --------------- | ----------------- | ---------------- | ----------------- | ----------------- | ----------------- |
| Джебы            | 383             | 92                | 24%              | 91                | 16                | 18%               |
| Силовые удары    | 162             | 52                | 32%              | 285               | 94                | 33%               |
| Всего            | 545             | 144               | 26%              | 376               | 110               | 29%               |

## Андеркарт
В таблице перечислены результаты всех поединков боксёров.
В каждой строке указан результат поединка. Дополнительно номер поединка обозначен цветом, который обозначает итог поединка. Расшифровка обозначений и цветов представлена в нижеследующей таблице.
| Пример | Расшифровка                     |
| ------ | ------------------------------- |
|        | Победа                          |
|        | Ничья                           |
|        | Поражение                       |
|        | Планируемый поединок            |
|        | Поединок признан несостоявшимся |
| КО     | Нокаут                          |
| ТКО    | Технический нокаут              |
| PTS    | Решение судей (по очкам)        |
| UD     | Единогласное решение судей      |
| MD     | Решение большинства судей       |
| SD     | Раздельное решение судей        |
| RTD    | Отказ от продолжения боя        |
| DQ     | Дисквалификация                 |
| NC     | Поединок признан несостоявшимся |

| Боксёр                    | Итог боя  | Боксёр                     | Примечания                                                                                      |
| ------------------------- | --------- | -------------------------- | ----------------------------------------------------------------------------------------------- |
| Владимир Кличко (63-3)    | UD12 (12) | Брайант Дженнингс (19-0)   | Поединок за титулы чемпиона мира в тяжёлом весе по версиям WBA Super, IBF, WBO, IBO и The Ring. |
| Садам Али (21-0)          | UD10 (10) | Франсиско Сантана (22-3-1) | Поединок за титул интернационального чемпиона в полусреднем WBA.                                |
| Чарльз Мартин (20-0-1)    | TKO1 (10) | Том Даллас (17-4)          | Поединок за титул чемпиона в тяжёлом весе по версии WBO NABO.                                   |
| Яго Киладзе (22-1)        | TKO4 (8)  | Рейфорд Джонсон (11-17)    | Рейтинговый поединок в первом тяжёлом весе.                                                     |
| Кеннет Симс-младший (5-0) | UD6 (6)   | Луис Родригес (2-0)        | Рейтинговый поединок в первом полусреднем весе.                                                 |

## Комментарии
1. ↑  На самом деле на момент боя на счету Владимира Кличко быть на одну досрочную победу больше. Разночтения в рекорде Владимира Кличко возникли после его поединка с Бико Ботовамунгу 23 августа 1997 года, когда рефери остановил поединок дисквалифицировав Ботовамунгу, затем результат встречи был изменен на победу Кличко техническим нокаутом. Однако на сайте BoxRec, который является одним из самых авторитетных статистических сайтов на данную тему, в отличие от других источников, результат остался прежним[1].